# كارمن لاميلا
كارمن لاميلا (بالإسبانية: Carmen Lamela Díaz)‏ دياز (1961) قاضية إسبانية تعمل كقاضية مركزية في المحكمة الوطنية ومتخصصة في القانون الجنائي. وهي أخت ماريا لويزا لاميلا دياز، المراقبة العامة لإدارة شئون الدولة.

## السيرة الذاتية

### البدايات
حصلت على شهادة في القانون من جامعة كومياس البابوية في عام 1984، انضمت إلى القضاء في عام 1986 وبدأت العمل في المحكمة الابتدائية في أوريويلا. في عام 1987 تم نقلها الي المحكمة الابتدائية للقضاء والتفتيش في مانزاناريس. واحدة من أولي حالاتها كانت وفاة ميكيل لوبيتيجوي. بين 1989 و1990 كانت تعمل قاضية في المحكمة الابتدائية والنقض رقم 3 في بادالونا. في عام 1990 تم تعيينها قاضية في محكمة مقاطعة برشلونة. وفي عام 1993، انتقلت إلى مدريد، للعمل كقاضية في محكمة التعليمات رقم 25. وبعد ذلك بأربعة أعوام، في عام 1997، تم نقلها إلى القسم السادس عشر ثم إلى القسم السابع عشر من المحكمة الجنائية في محكمة مقاطعة مدريد. بين عامي 2009 و2011، كانت جزءاً من فريق إنياكي سانشيز جويو، عندما كان يشغل منصب الأمين العام لإدارة العدل تحت ولاية الوزير فرانسيسكو كامانيو. شاركت من هذا المنصب في إعداد القانون رقم 18 لعام 2011 الصادر في 5 يوليو، والذي ينظم استخدام تكنولوجيا المعلومات والاتصالات في إقامة العدل، وفي القانون رقم 37 لعام 2011، الصادر في 10 أكتوبر، بشأن التدابير الخاصة بالإسراع الجنائي.

### القضاء الوطني
في عام 2010، كانت واحدة من المرشحين للانضمام إلى المحكمة الوطنية العليا، عندما كانت جزءاً من مجموعة مكونة من ثلاثة قضاة، اقترحتهم غرفة الحكومة في المحكمة الوطنية العليا (وهم: بابلو روز وكارمن لاميلا وكارمن رودريغيز) ليعملوا في اللجنة الدائمة للمجلس العام للسلطة القضائية، حتى تتولي في الأخير رئاسة محكمة النقض رقم 5، بعد الإيقاف الوقائي لتتازار غارزون.
وفي عام 2014، التحقت بالمحكمة الوطنية العليا، وكان أول تكليف لها هو الخدمة في الدائرة الجنائية منذ 2015 في محكمة الاستئناف المركزية رقم 3، لتحل محل خوان بابلو غونزاليز. في 28 سبتمبر، شغلت لاميلا منصب رئاسة المحكمة عندما استقال خافيير جوميز بيرموديز، الذي ترك العمل ليمارس مهنة المحاماة.
قامت لاميلا بإدارة العديد من القضايا المثيرة للجدل، مثل قضية أبنغوا، وعملية ريميت – بشأن غسل الأموال المزعوم لساندرو روسيل – بالإضافة إلى قضية بانكاجا.

#### قضية غورتل
يوم 30 أكتوبر عام 2015، تم قبول تنحية القضاة التابعين للمجلس الوطني للقضاة وهم كنسيبسيون إيسبيخيل وإنريكي لوبيز كأعضاء في الفريق المختص بقضية غورتل، بسبب قربهم من أفكار الحزب الشعبي. ان الأعضاء الذين صوتوا لتنحي كنسيبسيون إيسبيخيل وإنريكي لوبيز هم، خوان فرانسيسكو مارتيل، فيرناندو جراندي مارلاسكا، أنجيليس بارييرو، فيرمين إتشاري، ألفونسو جيفارا، أنجيل اورتادو، كارمن لاميلا ونيكولاس بابودا.

#### قضية حانة دي ألساسوا
في اعتداء مزعوم على اثنين من الحراس المدنيين وزوجاتهم في 15 أكتوبر عام 12016 في حانة دي الساسوا، تم وضع تسعة من الشبان تتراوح أعمارهم بين 19 و24 عام في السجن بدون كفالة. أدرجت القاضية كارمن لاميلا العدوان أنه تم في منطقة ألدي هيمينديك، وهي الجماعة التي عارضت وجود الشرطة الوطنية والحرس المدني في نافارا والباسك. والتي ينتمي لها اثنين من التسعة شبان المقبوض عليهم. سيواجه المتهمين وفقاً لهذا الأمر عقوبات تتراوح بين 10 أعوام و15 عام في السجن بتهمة ارتكابهم لجريمة الشروع في قتل مع سبق الإصرار والترصد بالإضافة إلى جنحة الإرهاب.

#### قضية فرقة لا إنسورجينسيا
في 19 أكتوبر 2016، تم استدعاء ثلاثة عشر شاباً من مغنيي الراب في فرقة لا إنسورجينسيا للإدلاء بشهادتهم أمام لاميلا، وهم متهمين من قبل إدارة الشرطة العامة للإعلام بالشرطة الوطنية (CNP) بإطلاق العنان للإرهاب والتحريض على الكراهية والعنف، بالإضافة إلى اتهامهم بالتحريض ضد مؤسسات الدولة وإهانة التاج الملكي والانخراط في مشاريع غير قانونية. واخيراً، كان أحد الشباب قاصراً، وتم اتهام الأحد عشر شاباً بالتهمة الوحيدة التي استطاعوا إثباتها عليهم وهي تهمة التحريض على نشر العنف والإرهاب، وكانت العقوبة الموقعة عليهم هي السجن عامين ويوماً واحدا، ودفع غرامة قدرها 4800 يورو، بالإضافة إلى منعهم من نشر أي أغاني على اليوتيوب أو الفيسبوك لمدة 9 أعوام. في 4 ديسمبر 2017، نفذت لاميلا العقوبة التي طلبها المدعي العام خوسييه بيرال، والتي صوت لصالحها كلا من تيريزا بالاسيوس وكارمن بالوما، وصوتت ضدها أنجيلا موريللو، التي كانت تعتقد أنهم شباب لديهم رغبة في الشهرة فقط.

#### عملية تانديم
بدأت عملية تانديم في 25 أبريل 2017، عندما تلقي المدعي الخاص لمكافحة الفساد والجريمة المنظمة تقريراً مجهول المصدر عن الأنشطة غير القانونية للمفوضين خوسيه فياريخو وكارلوس سالامانكا. وقالت الشكوى إن هؤلاء المفوضين أعدوا تقريراً بتكليف من مسئول رفيع المستوي بغينيا الاستوائية لتشويه سمعة غابرييل مباغا أوبيانج ليما، ابن الرئيس اوبيانج. في 5 نوفمبر، أرسلت لاميلا المفوضين خوسيه فياريخو وكارلوس سالامانكا والمحامي رفائيل ريدوندو إلى السجن، متهمين بالتنظيم الإجرامي والرشوة وغسيل الأموال.

#### قضية الانفصال السيادي لمقاطعة كاتالونيا
في 27 ديسمبر 2017، قبلت لاميلا بالتحقيق في شكوى الادعاء بشأن الاحداث التي وقعت في برشلونة في يوم 19 و20 سبتمبر، بينما يجري تطوير السجلات والاعتقالات التي أمر بها خوان أنطونيو راميريز سونير، رئيس محكمة النقض رقم 13 في برشلونة، في إطار عملية أنوبيس. كانت الشكوى تتهم بجريمة محتملة للفتنة، يُعاقب عليها بالسجن لمدة تصل إلى 15 عام.
في 17 أكتوبر، دخلت لاميلا التاريخ كونها أول قاض إسباني تقوم بإرسال هذا الكم من المسئولين إلى الحبس الوقائي بتهمة التحريض على الفتنة. أصدرت منظمة العفو الدولية بياناً ضد التهم الموجهة إلى المتهمين (وهي التحريض والفتنة والاحتجاز المسبق من قبل المحكمة) واصفة إياه باستخدام قيود مُفرطة على حقهم في حرية التعبير والتظاهر السلمي. طلب مكتب المدعي العام أيضا توقيفاً وقائياً لجوسيب لوسي ترابيرو –رئيس بلدية موسوس- ولشخص تيريزا لابلانا، لكن لاميلا أفرجت عنهم بدون كفالة، نظراً لأن الاتهام كان محصوراً بما حدث يومي 20 و21 سبتمبر.
في 31 أكتوبر، تم العلم ان النيابة أرادت تقديم شكوى ضد الرئيس المخلوع لعضوية كاتالونيا كارليس بويجديمونت، بالإضافة إلى 13 من أعضاء حكومته، بتهمة التمرد والفتنة والاختلاس. في نفس اليوم، اعترفت كارمن لاميلا بأحقية كاتالونيا في الانفصال.
ولا تزال القضية قيد التطور، ولا تزال الاحداث جارية بين كلا من مقاطعة كاتالونيا والحكومة الإسبانية.

## الجوائز والتقديرات
1. حاصلة على صليب فضي ووسام الاستحقاق من الحرس المدني، 15 أكتوبر 2016.[28]
2. وسام الاستحقاق من الشرطة، الذي منحها إياه وزير الداخلية خوان إغناسيو زويدو.[28]